# Anna Laurell Nash
Anna Rosalie Eleonora Laurell Nash, född Laurell den 12 februari 1980 i Hyby församling i Lund, är en svensk boxare och kemist.
Laurell började boxas i Lunds Boxningssällskap. Hon blev den 30 september 2005 den första kvinnan att utses till årets boxare i Sverige, vann sitt andra VM-guld i den 2 oktober 2005 då hon besegrade Olga Novikova från Ukraina i finalen i 75-kilosklassen. Sitt första VM-guld tog hon 2001. Hon har även tagit tre EM-guld och sju SM-guld samt silver i Europeiska spelen 2015. Laurell är 184 cm lång och väger 75 kg. Hon boxas för Stockholmsklubben IF Linnéa.
Vid sidan av boxningen har Laurell studerat organisk kemi, först vid Lunds universitet och senare som doktorand vid Kungliga Tekniska högskolan där hon disputerade 2014 på avhandlingen Development and studies of the processes involved in minor enantiomer recycling. Hon är dotter till Martin Laurell och Henriette Weibull och är äldst av sex syskon.